# Berberis tsarongensis
Berberis tsarongensis är en berberisväxtart som beskrevs av Otto Stapf. Berberis tsarongensis ingår i släktet berberisar, och familjen berberisväxter. Inga underarter finns listade i Catalogue of Life.